# بيني روز
بيني روز (بالإنجليزية: Penny Rose)‏ هي مصممة أزياء تقليدية أمريكية، ولدت في القرن العشرين في لوس أنجلوس في الولايات المتحدة.

## وصلات خارجية
- بيني روز على موقع IMDb (الإنجليزية)
- بيني روز على موقع قاعدة بيانات الفيلم (الإنجليزية)